# Піщаний Борок
Піща́ний Боро́к (рос. Песчаный Борок) — селище у складі Єгор'євського району Алтайського краю, Росія. Входить до складу Леб'яжинської сільської ради.

## Населення
Населення — 113 осіб (2010; 116 у 2002).
Національний склад (станом на 2002 рік):
- росіяни — 87 %